# اویل ایندیا
اویل ایندیا (انگلیسی: Oil India) شرکت دولتی نفت و گاز هندی است، که در سال ۱۹۵۹ تأسیس شد.